# Russell Wilson
Russell Carrington Wilson (født 29. november 1988) er en amerikansk fodbold quarterback, som spiller for Pittsburgh Steelers. Russell har tidligere spillet to sæsoner for Denver Broncos og ti for Seattle Seahawks, sidstnævnte førte han til Super Bowl to gange, hvor han vandt én. 
Russel blev draftet i 2012, i den tredje runde.

## Priser
- Super Bowl vinder (XLVIII)
- 4x Pro Bowl
- Rookie of the Year (2012)